# Labiobarbus siamensis
Labiobarbus siamensis är en fiskart som först beskrevs av Sauvage, 1881.  Labiobarbus siamensis ingår i släktet Labiobarbus och familjen karpfiskar. IUCN kategoriserar arten globalt som livskraftig. Inga underarter finns listade i Catalogue of Life.